# Laurens Jan Brinkhorst
Laurens Jan Brinkhorst (Zwolle, 18 marzo 1937) è un politico e diplomatico olandese.

## Biografia
Laurens Jan è nato nel 1937 a Zwolle da Marius Jacobus Brinkhorst (1902-1943) e Françoise Laurence Wilhelmine Hoolboom (1901-1981).

## Vita privata
Il 26 agosto del 1960 sposò all'Aia Jantien Heringa (1935), figlia di Ewardus (1904-1988) e di Petronella Johanna Roskam (1905-1991). Hanno avuto i figli Marius (1964) e Petra Laurentien (1966), moglie di Costantino dei Paesi Bassi.